# Gert Fröbe
Karl Gerthart Fröbe (født 25. februar 1913 i daværende Oberplanitz, nu Zwickau, død 5. september 1988 i München) var en tysk skuespiller.
Fröbe var en af sin samtids helt store karakterskuespillere og medvirkede i flere udenlandske film. Han er nok mest kendt for sin rolle som Auric Goldfinger i James Bond-filmen Goldfinger fra 1964.